# تريفور روبرتس
تريفور روبرتس (بالإنجليزية: Trevor Roberts)‏ (25 فبراير 1942 في المملكة المتحدة - 1 يونيو 1972 بكامبريج في المملكة المتحدة) هو مدرب كرة قدم ولاعب كرة قدم بريطاني في مركز حراسة المرمى. لعب مع كامبريدج يونايتد ونادي ساوثيند يونايتد ونادي ليفربول.